# Божественный принцип
Боже́ственный при́нцип (кор. 원리강론) — основное вероучительное издание Церкви объединения, которое, согласно истории организации, было написано Мун Сон Мёном. Написанная в своей первой версии в 1951 году, книга объединяет богословские основы Церкви.
Один из первых учеников Муна, Хё Вон Ы, корейский ученый, в 1954 году сотрудничал с  Муном, чтобы создать вторую, более полную версию Божественного Принципа. Именно тогда Ён Ун Ким, профессор женского университета Ихва в Сеуле, где она преподавала Новый Завет и сравнительное религиоведение, после присоединения к Церкви объединения развила и дополнила содержание этой работы .
«Божественный принцип» среди последователей обладает статусом аналогичным статусу «Священного Писания» наряду с Библией, речами и выступлениями Муна и некоторыми другими книгами. В труде соблюден формат систематической теологии, начиная с Божьей цели творения человеческого существа, далее к грехопадению человека и искуплению — как историческому процессу, посредством которого Бог работает над тем, чтобы устранить последствия грехопадения и восстановить человечество — вернуть его к таким отношениям и положению, которые изначально предполагались Богом.

## Обзор
Согласно Божественному принципу, Бог несёт в себе все характеристики вселенной, в которую он полностью спроецировал себя, создав её. Таким образом, Бог имеет не только внутреннюю природу (сердце, воля, разум, эмоции) и внешнюю форму (энергию), но также две природы Ян и Инь , мужскую и женскую. что делает его не только Богом-Отцом, но и Богом-Матерью. Следовательно, не столько мужчина или женщина могут быть образом Божьим, но в особенности — супружеская пара. Именно для того, чтобы воплотиться в паре и поделиться с ними Своей любовью, Бог создал людей как Своих детей.

## Содержание
Книга разделена на три основные части: Принцип творения, Грехопадение, Принцип восстановления. В свою очередь части разбиты на главы:
- Введение
- Глава 1. Принцип творения
- Глава 2. Грехопадение
- Глава 3. Эсхатология — завершение истории человечества
- Глава 4. Цель Мессии
- Глава 5. Воскрешение
- Глава 6. Предопределение
- Глава 7. Христология
- Глава 8. Обзор принципа восстановления
- Глава 9. Семья Адама в провидении восстановления
- Глава 10. Семья Ноя в провидении восстановления
- Глава 11. Семья Авраама в провидении восстановления
- Глава 12. Моисей в провидении восстановления
- Глава 13. Иисус в провидении восстановления
- Глава 14. История человечества с точки зрения провидения восстановления
- Глава 15. Эпоха приготовления ко Второму пришествию мессии
- Глава 16. Второе пришествие

## Основные положения
«Божественный принцип», представляющий собой истолкование Ветхого и Нового Заветов учит, что Бог создал Адама и Еву для того, чтобы они вступили в брак и вместе со своими детьми создали семью, поставив Бога в центре своей семьи. В истолковании Божественного принципа грехопадение совершилось вследствие того, что пока Адам и Ева готовились принять благословение Бога на брак, «архангел Люцифер» завидуя такой любви Бога к людям, соблазнил Еву и вступил с ней в незаконную половую связь духовно, а Ева затем соблазнила Адама вступив с ним в телесную половую связь. Последствием этой связи, по мнению Муна, стало то, что семья созданная от этого союза поставила во главу угла не Бога, а Люцифера и отсюда возникла «падшая природа» (означающая в терминологии Церкви объединение последствие грехопадения), передающаяся с тех пор из поколения в поколение. Таким образом причина грехопадения заключалась не только в непослушании Адама и Евы, но и произошедшем впоследствии злоупотреблении любовью, являющейся самой могущественной силой, которая была и продолжает быть ответственной за все существующее в человеческом мире зло.
«Божественный принцип» истолковывает всю историю человечества, как череду попыток Бога восстановить Царство Небесное на земле. И в конечном счёте, согласно Божественному принципу, это возможно осуществить, благодаря пришествию Мессии, который бы представлял собой нового Адама и завершил бы то, что не сумел исполнить Адам — создать семью с Богом в центре. Именно эта задача стояла, по изложению Божественного принципа, перед Иисусом Христом. Потому, что Иоанн Креститель не призвал учеников последовать за Иисусом, Иисус был убит прежде чем успел вступить в брак и исполнить своё мессианское предназначение во всей полноте, а не частично.
Изложение последующей истории человечества в «Божественном принципе» — анализ сходства между событиями, произошедшими 2000 лет назад и происходящими в наше время. Божественный принцип утверждает, что современный период истории человечества — время Второго пришествии и предсказывает его ожидание в Корее во временной промежуток между 1917 и 1930 годами. Что в течение 2000 лет проповедь Христа была наивысшим духовным постижением, которое способно принять человечество. Но сегодня, согласно теологии Объединения, человеческое сознание продвинулось далеко вперед и уже наступило время, когда современное общество ищет более высокого уровня понимания, которое могло бы удовлетворить нынешние духовные искания. Именно этим новым выражением истины призван стать Божественный принцип. Последователи Церкви объединения верят, Мун Сон Мён лично заложил основу для восстановления Царства Божьего, когда вступил в брак в Хан Хакча в 1960 году и начал свою всемирную проповедническую деятельность.

## Главные постулаты
Согласно Божественному принципу обзор 12 идеологических концепций учения был описывается следующим образом:
1. Бог. Существует один живой, вечный, истинный Бог, Личность вне времени и пространства, обладающий совершенным разумом, эмоциями и волей, чья глубинная природа есть любовь и сердечность, который объединяет в себе как мужское начало, так и женское начало, являющийся источником всей существующей истины, красоты, добра, и который является создателем человечества и вселенной, видимого и невидимого миров, и который поддерживает жизнь во всем этом. Человек и вселенная отражают его индивидуальность, природу и цель.
2. Человек. Человек был создан Богом как особое творение, в его глазах человек предстает как его ребёнок, подобный ему по характеру и природе, сотворенный для того, чтобы отвечать на его любовь, быть источником его радости, и разделить с ним его творческое начало.
3. Божьи надежды касательно человека и творения. Божья надежда, возлагаемая на человека и творение, является вечной и неизменной; Бог желает, чтобы мужчины и женщины осуществили "Три Благословения": первое, чтобы каждый дорос до совершенства так, чтобы могли быть едины душой, волей и действиями с Богом, чтобы их тело и душа находились в совершенной гармонии и во власти божьей любви; второе, чтобы объединились с Богом как мужья и жены и дали рождение безгрешным божьим детям, таким образом, строя безгрешные семьи и, в конечном итоге, безгрешный мир; и третье, чтобы стали владыками сотворенного мира путём создания владычества любви на основе идеальных взаимоотношений.
4. Грех. Первый мужчина и первая женщина (Адам и Ева), прежде чем стать зрелыми личностями, были искушены архангелом Люцифером на недозволенный и запретный акт любви. Посредством этого, Адам и Ева осознанно отвернулись от Божьей воли и их цели, таким образом, обрекли себя и весь человеческий род на духовную смерть. В результате грехопадения, сатана узурпировал позицию отца человечества, став ложным его владыкой, так что впоследствии все люди стали рождаться в грехе как физически, так и духовно, обрели греховную предрасположенность. Из-за этого человек имеет тенденцию противиться Богу и Его воле, и живёт в невежестве по отношению к своей изначальной природе и родословной, всего того, что он потерял в результате грехопадения. Бог тоже скорбит по Своим потерянным детям и потерянному творению и вынужден постоянно страдать в попытках вернуть их Себе обратно. Творение в муках стенает, ожидая возвращения через посредничество с истинными детьми Бога.
5. Христология. Падшее человечество может вернуться обратно к Богу и быть восстановлено через Мессию, который приходит как новый Адам чтобы встать во главе человеческого рода, через которого человечество перерождается в Божью семью. Для того, чтобы Бог послал Мессию, человечество должно выполнить определённые условия по восстановлению всего утраченного из-за грехопадения и подготовить основания для пришествия Мессии.
6. История. Восстановление имеет место лишь в случае искупления (процесса исправления) греха. История человечества — это история Божьих и человеческих попыток оплатить искупление в течение длительного времени таким образом, чтобы в результате созданных условий человек обрел достаточный духовный уровень для принятия Мессии и мог быть послан Богом Мессия, который в свою очередь приходит, чтобы завершить восстановительный процесс. Когда какая-нибудь попытка по выполнению искупительного условия терпит неудачу, она должна быть повторена, обычно кем-нибудь другим после определённого промежутка времени; тем самым история движется по спирали. История достигает кульминации в момент прихода Мессии, в это время старая эпоха приходит к завершению и начинается новая эпоха, позволяя человечеству отойти от зла и вернуться к добру.
7. Воскрешение. Процесс воскрешения — это процесс восстановления духовной жизни и духовной зрелости, приводящей к полному единению человека с Богом; проводящий из духовной смерти в духовную жизнь. Воскрешение осуществляется посредством участия частично человека (через молитву, добрые деяния, и т. д.), которому помогают святые в духовном мире, и завершается Божьей деятельностью, направленной на то, чтобы привести человека к перерождению через Мессию.
8. Восстановление. Божья воля, направленная на то, чтобы все люди были возвращены к Нему, предопределена абсолютно, и он избрал всех людей быть спасенными, но Он также наделил людей частью ответственности (с которой последние должны справиться по своей собственной свободной воле) ради осуществления как Его изначальной воли, так и Его воли на завершение восстановления; данная ответственность остается за людьми постоянно вплоть до завершения. Бог предопределил и призвал определённых людей и определённые группы людей на выполнение особых ответственностей; если они терпят неудачу, другие должны взять на себя их роль, выполнить но создать ещё большие искупления вследствие накопления зла в истории.
9. Иисус. Иисус из Назарета явился на землю как Христос, Второй Адам, единородный Сын Бога. Он явился будучи единым с Богом, неся Слово Бога и выполняя работу Бога и показывая Бога людям. Люди, однако, отвергли его и распяли, тем самым препятствуя построению им Божьего Царства на земле. Иисус, тем не менее, одержал победу над сатаной в своем распятии и воскрешении, и это дало ему возможность дать духовное спасение тем, кто перерождался через него и через Святой Дух. Полное же (не только духовное, но и материальное) восстановление Божьего Царства на земле отложено до Второго пришествия Христа.
10. Библия. Ветхий и Новый заветы являются хронологией божьих откровений человечеству. Целью Библии является приведение людей к Христу, и постичь Божье сердце. Истина является абсолютной, вечной, уникальной и неизменной, так что любое новое послание от Бога будет находиться в соответствии с Библией и будет глубже отражать её. Так, в последние дни от Бога должна прийти новая истина для завершения человечеством незавершенного.
11. Цель истории. Грех человека порвал отношения человека с Богом (вертикальные отношения) и отношения человека с человеком (горизонтальные отношения). Все проблемы мира берут начало из этого разрыва. Спасение человечества происходит через восстановление человека и возвращение его к Богу через Мессию, а также посредством следования надлежащих моральных норм и этик, создания истинных семей, объединения всех народов и рас, прекращения трений между наукой и религией, восстановления экономических, расовых, политических, образовательных несправедливостей, и победы над вызывающими у Бога страдания идеологиями — коммунизм, распад ценностей семьи, разлад между религиями.
12. Второе пришествие или Эсхатология. Второе пришествие произойдёт как и во времена Первого пришествия, как человек во плоти, который создаст семью посредством брака с женщиной во плоти, и они станут истинными родителями всего человечества. Через принятие истинных родителей (которые иначе именуются — Второе пришествие Мессии), через следование им, изначальный грех искореняется, и люди в конечном итоге становятся совершенными. Создадутся истинные семьи, воплотившие Божий идеал, и будет основано Царство Небесное на небе и на земле. Такое время не за горами.